# Alex Comas
Alex Javier Comas Yacomelo (Barranquilla, 14 novembre 1971) è un ex calciatore colombiano, di ruolo Attaccante. Ex calciatore della Nazionale colombiana.

## Caratteristiche tecniche
Giocava come Attaccante.